# جورج هنري روجر
جورج هنري روجر (بالفرنسية: Georges Henri Roger)‏ هو عالم وظائف الأعضاء فرنسي، ولد في 4 يونيو 1860 في باريس في فرنسا، وتوفي بنفس المكان في 19 أبريل 1946.